# Unité urbaine de Langres
L'unité urbaine de Langres est une unité urbaine française centrée sur la commune de Langres, sous-préfecture et troisième ville du département de la Haute-Marne, dans la région Grand Est.

## Données générales
En 2010, selon l'Insee, l'unité urbaine était composée de trois communes.
En 2020, à la suite d'un nouveau zonage, elle est composée des trois mêmes communes.
En 2022, avec 9 186 habitants, elle représente la 3e unité urbaine du département de la Haute-Marne.
En 2022, sa densité de population s'élève à 163 hab/km2. Par sa superficie, elle ne représente que 0,9 % du territoire départemental mais, par sa population, elle regroupe 5,4 % de la population du département de la Haute-Marne.

## Composition 2020 de l'unité urbaine
Elle est composée des trois communes suivantes :
| Nom                    | Code Insee | Département | Statut       | Superficie (km2) | Population (dernière pop. légale) | Densité (hab./km2) | Modifier                                    |
| ---------------------- | ---------- | ----------- | ------------ | ---------------- | --------------------------------- | ------------------ | ------------------------------------------- |
| Langres (ville-centre) | 52269      | Haute-Marne | ville-centre | 22,33            | 7 683 (2022)                      | 344                | modifier les données · modifier les données |
| Champigny-lès-Langres  | 52102      | Haute-Marne | banlieue     | 6,35             | 406 (2022)                        | 64                 | modifier les données · modifier les données |
| Saints-Geosmes         | 52449      | Haute-Marne | banlieue     | 27,61            | 1 097 (2022)                      | 40                 | modifier les données · modifier les données |

## Évolution démographique
| 1968   | 1975   | 1982   | 1990   | 1999   | 2010  | 2015  | 2022  |
| ------ | ------ | ------ | ------ | ------ | ----- | ----- | ----- |
| 12 013 | 12 539 | 11 723 | 11 527 | 11 140 | 9 723 | 9 347 | 9 186 |

#### Données générales
- Unité urbaine
- Aire d'attraction d'une ville
- Liste des unités urbaines de France

#### Données démographiques en rapport avec l'unité urbaine de Langres
- Aire d'attraction de Langres
- Arrondissement de Langres

#### Données démographiques en rapport avec la Haute-Marne
- Démographie de la Haute-Marne